# Cadulus
Cadulus is een geslacht van tandschelpen uit de  familie van de Gadilidae.

## Soorten
- Cadulus aequatorialis Jaeckel, 1932
- Cadulus amphora Jeffreys, 1883
- Cadulus ampullaceus Watson, 1879
- Cadulus aratus Hedley, 1899
- Cadulus artatus Locard, 1897
- Cadulus atavus Finlay & Marwick, 1937 †
- Cadulus atlanticus Henderson, 1920
- Cadulus attenuatus Monterosato, 1875
- Cadulus californicus Pilsbry & Sharp, 1898
- Cadulus campylus Melvill, 1906
- Cadulus catharus Henderson, 1920
- Cadulus chuni Jaeckel, 1932
- Cadulus colliverae Lamprell & Healy, 1998
- Cadulus congruens Watson, 1879
- Cadulus cucurbitus Dall, 1881
- Cadulus curtus Watson, 1879
- Cadulus cyathoides Jaeckel, 1932
- Cadulus cylindratus Jeffreys, 1877
- Cadulus delicatulus Suter, 1913
- Cadulus deschampsi Scarabino, 2008
- Cadulus deverdensis Scarabino, 2008
- Cadulus eliezeri Caetano, Scarabino & Absalão, 2006
- Cadulus euloides Melvill & Standen, 1901
- Cadulus exiguus Watson, 1879
- Cadulus florenciae Scarabino, 1995
- Cadulus gibbus Jeffreys, 1883
- Cadulus glans Scarabino, 1995
- Cadulus gracilis Jeffreys, 1877
- Cadulus hurupiensis Dell, 1952 †
- Cadulus jeffreysi (Monterosato, 1875)
- Cadulus labeyriei Scarabino, 1995
- Cadulus lemniscoides Scarabino, 2008
- Cadulus loyaltyensis Scarabino, 2008
- Cadulus lunulus Dall, 1881
- Cadulus macleani Emerson, 1978
- Cadulus minusculus Dall, 1889
- Cadulus monterosatoi Locard, 1897
- Cadulus nerta Caetano, Scarabino & Absalão, 2006
- Cadulus obesus Watson, 1879
- Cadulus occiduus Verco, 1911
- Cadulus ovulum (Philippi, 1844) †
- Cadulus parvus Henderson, 1920
- Cadulus platei Jaeckel, 1932
- Cadulus platensis Henderson, 1920
- Cadulus podagrinus Henderson, 1920
- Cadulus propinquus Sars G. O., 1878
- Cadulus rocroii Scarabino, 2008
- Cadulus rossoi Nicklès, 1979
- Cadulus rudmani Lamprell & Healy, 1998
- Cadulus scarabinoi Steiner & Kabat, 2004
- Cadulus siberutensis Jaeckel, 1932
- Cadulus simillimus Watson, 1879
- Cadulus sofiae Scarabino, 1995
- Cadulus subfusiformis (M. Sars, 1865)
- Cadulus teliger Finlay, 1926
- Cadulus tersus Henderson, 1920
- Cadulus thielei Plate, 1908
- Cadulus transitorius Henderson, 1920
- Cadulus tumidosus Jeffreys, 1877
- Cadulus unilobatus V. Scarabino & F. Scarabino, 2011
- Cadulus valdiviae Jaeckel, 1932
- Cadulus vincentianus Cotton & Godfrey, 1940
- Cadulus woodhousae Lamprell & Healy, 1998